# Belo (Cameroun)
Pour les articles homonymes, voir Belo.
Belo (ou Bello) est une commune (Belo Council) du Cameroun située dans la région du Nord-Ouest et le département du Boyo. C'est aussi le siège d'une chefferie traditionnelle de 2e degré.

## Histoire
Le 25 avril 2018, lors de la crise anglophone, les séparatistes forcent l'armée à se retirer de la commune après les combats. Fin mai, l'armée reprend partiellement Belo, avec des combats qui se poursuivent autour de la commune. Belo est presque entièrement abandonnée par ses habitants.

## Géographie
Belo est situé dans une zone montagneuse, à une altitude d'environ 1 276 m.

## Population
Lors du recensement de 2005, la commune comptait 40 757 habitants, dont 10 130 pour Belo Town.

## Structure administrative de la commune
Outre la ville de Belo proprement dite, la commune comprend les villages suivants  :
- Aboh
- Afua
- Anjang
- Anjin
- Anyajua
- Baicham
- Baingo
- Chuaku
- Dawara
- Djichami
- Elemghong
- Fuli
- Fungom
- Jinkfuin
- Juabum
- Mbesa
- Mbingo
- Mejung
- Ngemsibo
- Sho
- Sowi
- Tumuku

## Galerie

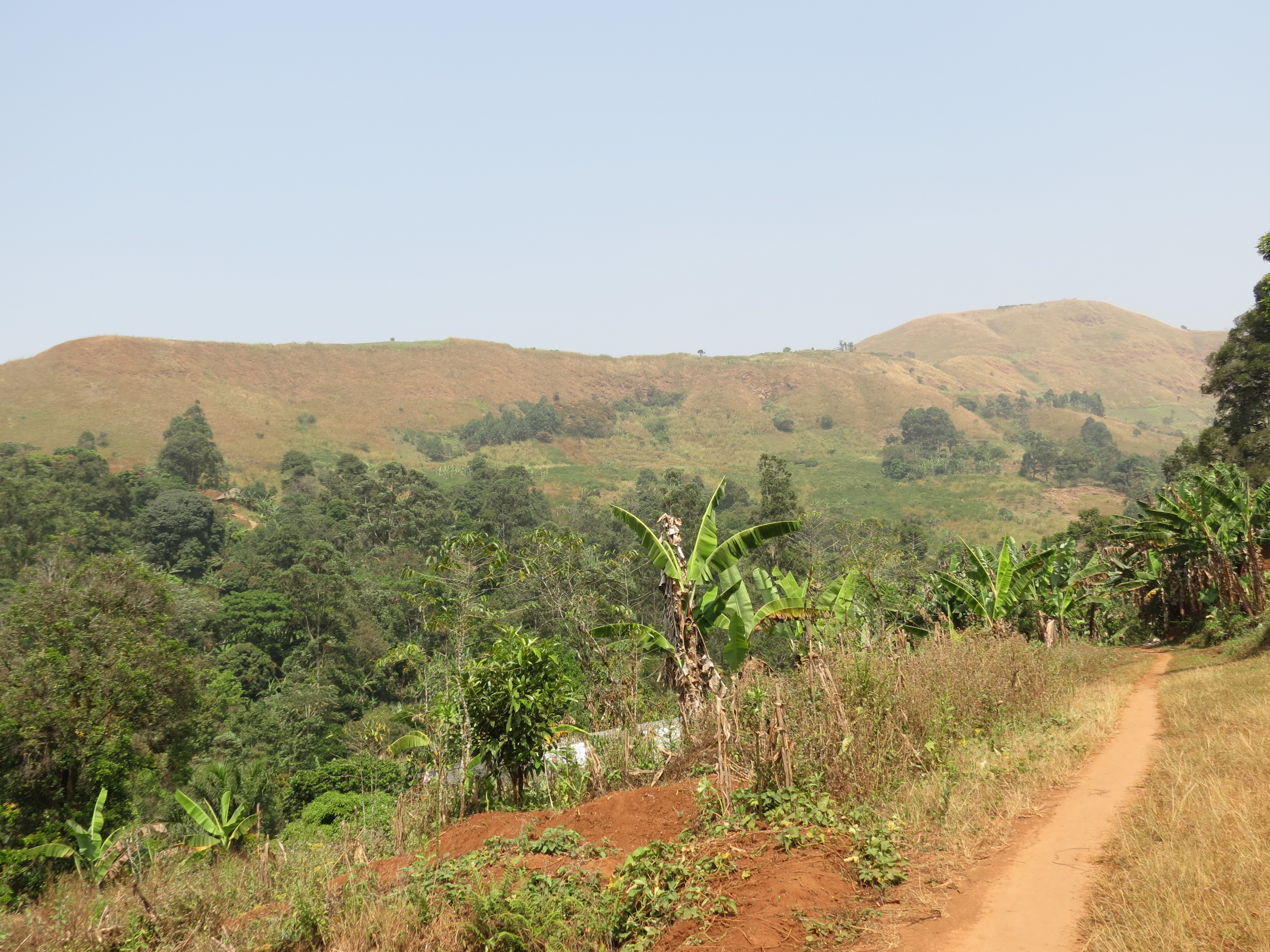
Paysage autour de Belo
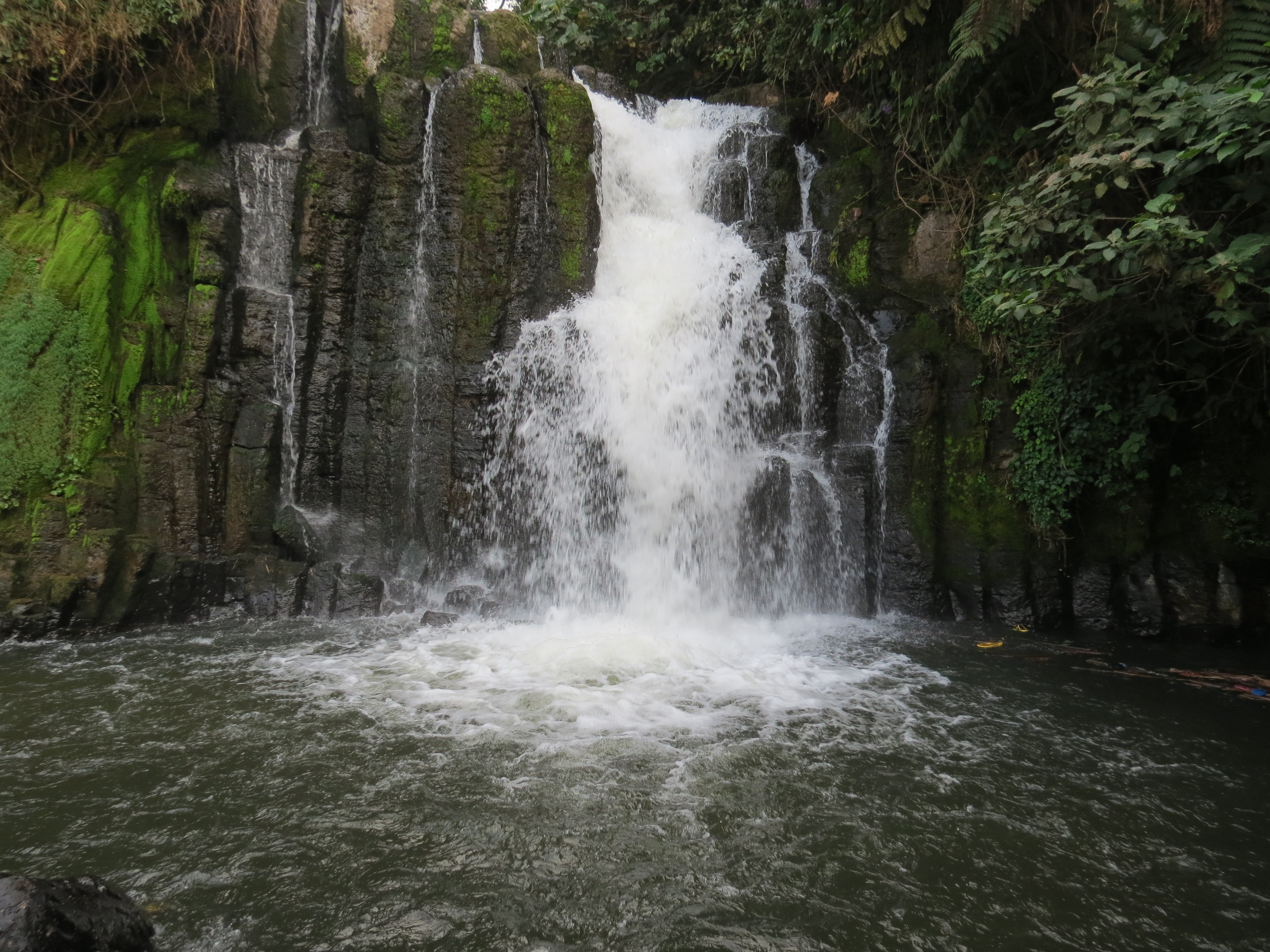
Cascade
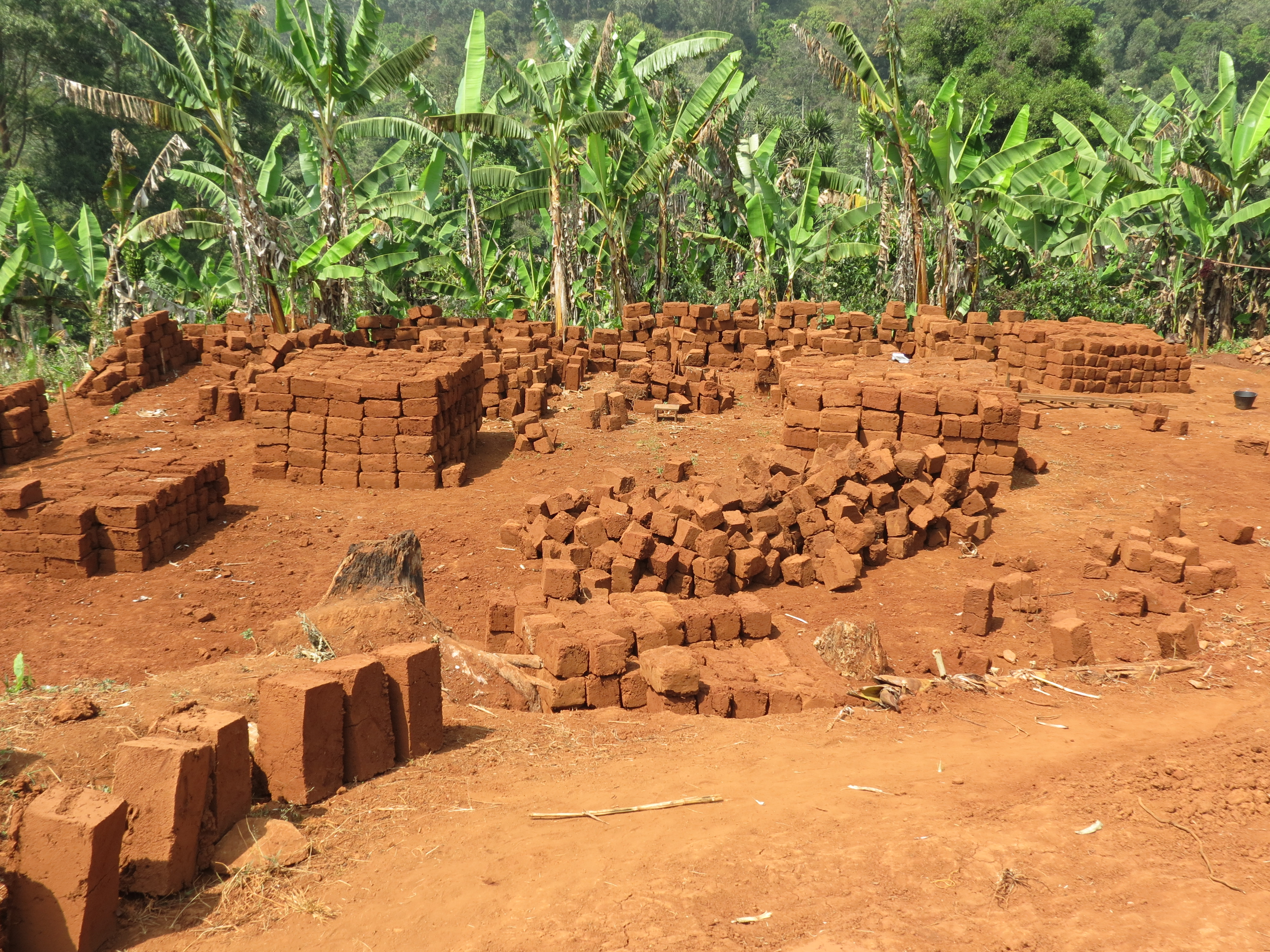
Fabrication de briques de terre
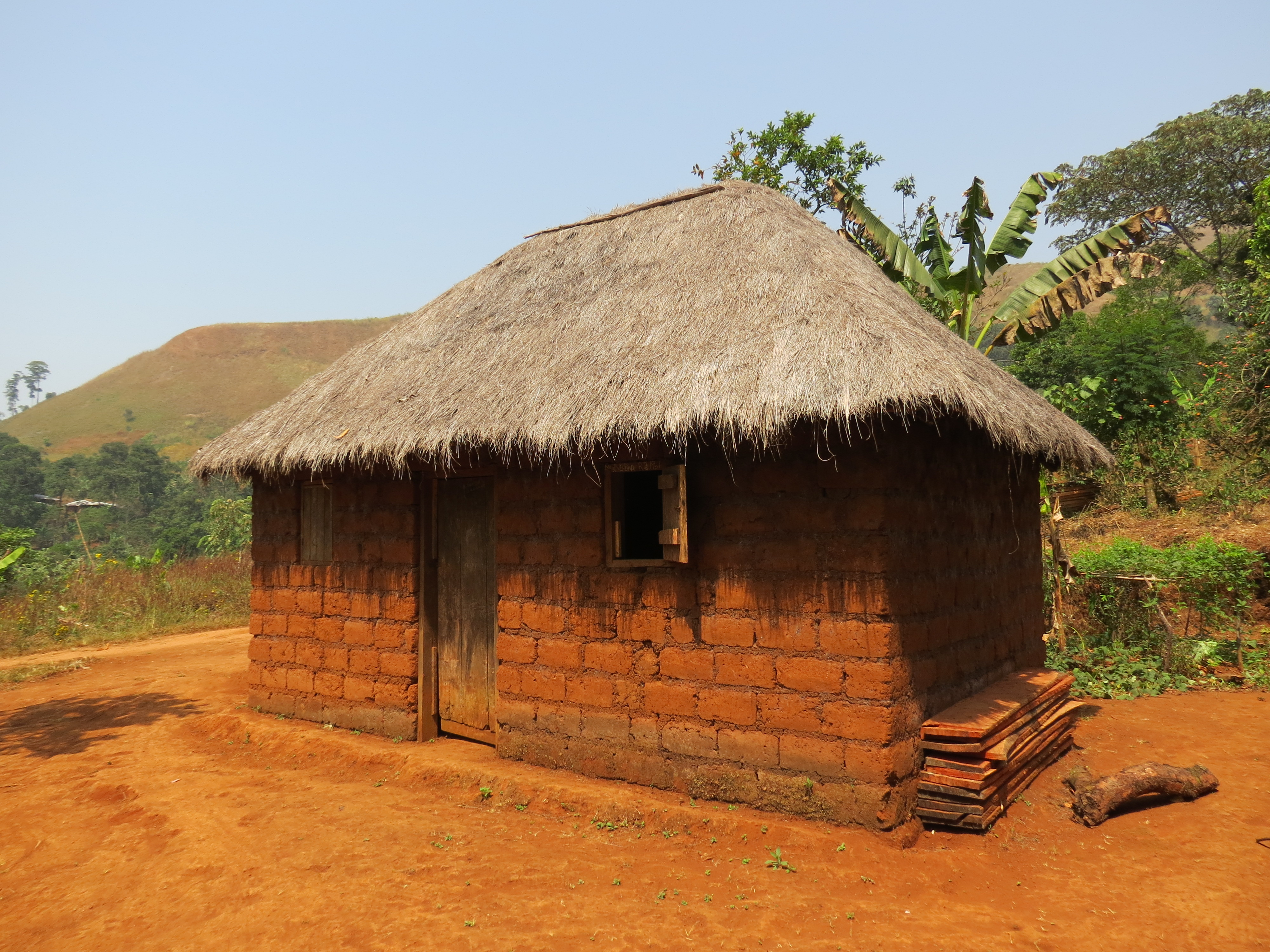
Maison en brique à toit de chaume